# Johnny Bumphus
Johnny Bumphus (* 17. August 1960 in Tacoma, Washington, USA; † 31. Januar 2020 ebenda)  war ein US-amerikanischer Boxer im Halbweltergewicht.

## Leben
Johnny Bumphus wuchs in Tacoma auf, lebte aber während seiner aktiven Zeit als Boxer in Nashville. Er wurde Juniorenweltmeister und wurde für die Teilnahme an den Olympischen Sommerspielen 1980 in Moskau nominiert, nahm aber wegen der Olympiaboykotts nicht teil.
Er absolvierte insgesamt 31 Profikämpfe, wovon er 29 gewann, darunter 20 K.-o.-Siege, und nur zwei verlor. Am 22. Januar 1984 besiegte er Lorenzo Garcia im Kampf um den vakanten WBA-Weltmeistertitel. Bei der ersten Titelverteidigung im Juni desselben Jahres verlor er den Weltmeisterschaftsgürtel an Gene Hatcher. 1987 kämpfte er noch einmal um einen Weltmeistertitel, diesmal den des WBC, unterlag aber dem Titelverteidiger Lloyd Honeyghan durch K. o. in der 2. Runde. Nach dieser Niederlage beendete er seine Karriere im Alter von nur 26 Jahren. Er starb mit 59 Jahren an den Folgen eines Herzinfarkts.